# 盧卡·瓦爾德施密特
吉安-盧卡·瓦爾德施密特（德語：Gian-Luca Waldschmidt；1996年5月19日—），德國足球運動員，現效力於德乙球會科隆，德國國家足球隊成員，司職前锋。

## 俱樂部生涯
1996年5月19日，瓦爾德施密特出生於北萊茵-西法倫南部的城鎮席根，他的父親也是一名職業球員，曾經代表達姆施塔特徵戰德乙聯賽。
瓦爾德施密特的足球生涯開始於埃森市，他在5歲時就加入了當地的俱樂部SSV Oranien Frohnhausen 1914。在2007年隨著家人搬遷到瓦伯恩居住後，瓦爾德施密特也轉投了當地的俱樂部SSC Juno Burg，其後又參加過TSG Wieseck青訓營。在那裡他第一次得到了法蘭克福的注意。在2010年，14歲的瓦爾德施密特加盟了法蘭克福青訓營，開始了自己的職業生涯。
11/12賽季，瓦爾德施密特升入了U17，他在B-Junioren南部/西南地區聯賽的首個賽季中出場的22場比賽中攻入了18粒進球。這個成績在聯賽中也只能排行第三，而當賽季的聯賽最佳射手是當時還在斯圖加特青訓營的蒂莫·維爾納。
12/13賽季，瓦爾德施密特成為了U17的隊長，他帶領球隊出場了18場比賽，攻入了12粒進球。在下半賽季末由於他的出色表現，瓦爾德施密特升入了U19。在U19出場的5場比賽中瓦爾德施密特打入了兩球。13/14賽季，正式升入U19的瓦爾德施密特在19場A-Junioren比賽中打入了10粒進球。他出色的表現，瓦爾德施密特得到了跟隨一線隊參加德甲比賽的機會。
2014年4月25日，瓦爾德施密特和德甲球隊法蘭克福簽訂了他的第一份職業合同。在14/15賽季還未開賽的時候他賽季報銷，讓他直到2015年4月才得以重回賽場。在U19踢了三場比賽之後，2015年4月25日德甲第30輪客場對多特蒙德，瓦爾德施密特在第73分鐘替換索尼·基特爾登場上演了自己的德甲首秀，當時他已經18歲11個月6天。這個賽季他在U19出場5次貢獻了2粒進球，在德甲出場3次。
15/16賽季，瓦爾德施密特在整個賽季他幾乎都在替補席，僅僅只代表法蘭克福出場了14次共計226分鐘，在尼科·科瓦奇成為球隊新主帥之後他也沒有上陣機會。在賽季結束後，瓦爾德施密特離開了法蘭克福，加盟了漢堡。剛加盟的漢堡的瓦爾德施密特因為傷病問題沒有上陣機會。整個16/17賽季他僅僅代表一線隊出場了16次貢獻了2粒進球，代表二隊在北部地區聯賽出場5次貢獻了4粒進球。17/18賽季他雖然得到了更多的出場機會卻仍然只是擔任替補，整個賽季他踢了23場比賽卻只打入了一粒進球。
在漢堡降級之後，瓦爾德施密特通過合同中的違約金條款離隊加盟了弗賴堡。18/19賽季，作為球隊的主力前鋒他出場了32次打入了9粒進球貢獻3次助攻，是僅次於尼爾斯·彼得森的球隊二號射手。
德甲球隊狼堡官方宣佈，從本菲卡簽下德國國腳瓦爾德施密特，簽約至2025年。

## 國家隊生涯
在2011年成為U16國家隊參加了所有級別的梯隊比賽。由於受到傷病影響他缺席了U19歐青賽的預選賽，但他參加了U19歐青賽的正賽。
2015年歐洲U-19足球錦標賽期間，瓦爾德施密特作為球隊的主力出場，可惜他並沒能幫助球隊從小組中出線。
2019年U21歐洲國家盃小組賽對塞爾維亞U21的帽子戲法讓他成為了德國足球歷史第一人，他現在的7粒進球也已經追平了十年前由瑞典球員馬庫斯·博格創造的記錄。
瓦爾德施密特於2019年10月8日在德國2-2對陣阿根廷的友誼賽中首次亮相。
在德國與土耳其的友誼賽當中，瓦爾德施密特首發出場，並且打進了自己在國家隊生涯的首球。

## 外部連結
- fussballdaten.de：盧卡·瓦爾德施密特之統計數據 （德文）
- 盧卡·瓦爾德施密特在 National-Football-Teams.com 上的出场纪录